# Brack
Brack (ros. Братск) – miasto w azjatyckiej części Rosji, w obwodzie irkuckim, nad rzeką Angarą.

## Historia
Brack został założony w 1631 roku, jako kozacka twierdza Bratskij Ostrog. Prawa miejskie otrzymał w 1955. W 1961 uruchomiono na Angarze jedną z największych w świecie elektrowni wodnych, o mocy 4500 MW. Jej zapora, o wysokości 125 m i długości 3700 m, tworzy Zbiornik Bracki. Obecnie miasto jest ważnym ośrodkiem przemysłowym (huta aluminium, przemysł drzewny, papierniczy i materiałów budowlanych).

## Gospodarka
W mieście rozwinął się przemysł drzewny, chemiczny hutniczy, maszynowy oraz materiałów budowlanych.

## Transport
Brack posiada międzynarodowy port lotniczy o znaczeniu federalnym.
- Trolejbusy
- Kolej Bajkalsko-Amurska
- Linia lotnicza AeroBrack
- Port rzeczny

## Sport
- Sibiriak Brack – klub piłkarski

## Współpraca
- Nanao (Japonia)
- Zibo (Chińska Republika Ludowa)